# Heuchera bracteata
Heuchera bracteata är en stenbräckeväxtart som först beskrevs av John Torrey, och fick sitt nu gällande namn av Nicolas Charles Seringe. Heuchera bracteata ingår i släktet alunrötter, och familjen stenbräckeväxter. Inga underarter finns listade i Catalogue of Life.